# Ferdy Mayne
Ferdy Mayne, all'anagrafe Ferdinand Philip Mayer-Horckel (Magonza, 11 marzo 1916 – Lordington, 30 gennaio 1998) è stato un attore tedesco naturalizzato britannico.

## Biografia
Ferdy Mayne nacque a Magonza, figlio di un giudice e di un'insegnante di canto anglotedesca. La famiglia Mayne era ebrea e pertanto i genitori mandarono Ferdinand in Inghilterra nel 1932 per proteggerlo dal nazismo. Entrambi i genitori furono detenuti per un certo periodo nel campo di concentramento di Buchenwald, ma grazie alle conoscenze della madre riuscirono a fuggire in Gran Bretagna. Dall'inizio della seconda guerra mondiale Mayne lavorò come spia per l'MI5.
Dopo gli studi alla Royal Academy of Dramatic Art, Mayne intreprese la carriera d'attore. Recitò in oltre duecentotrenta film e serie televisive, ottenendo il suo successo maggiore nel 1967 come Conte von Krolock nel film Per favore, non mordermi sul collo! di Roman Polański.
Fu sposato con l'attrice Deirdre de Payer dal 1955 al divorzio nel 1972. La  coppia ebbe una figlia, Belinda, e ne adottò un'altra, Fernanda. Malato da anni di malattia di Parkinson, morì nel West Sussex all'età di 81 anni nel 1998.

## Filmografia parziale

### Cinema
- Duello a Berlino (The Life and Death of Colonel Blimp), regia di Michael Powell e Emeric Pressburger (1943)
- One Night with You, regia di Terence Young (1948)
- Atterraggio forzato (Broken Journey), regia di Ken Annakin e Michael C. Chorlton (1948)
- Cairo Road - Sulla via del Cairo (Cairo Road), regia di David MacDonald (1949)
- Illusione (The Man Who Watched Trains Go By), regia di Harold French (1952)
- Il paradiso del Capitano Holland (The Captain's Paradise), regia di Anthony Kimmins (1953)
- Trafficanti d'oro (Twist of Fate), regia di David Miller (1954)
- Controspionaggio (Betrayed), regia di Gottfried Reinhardt (1954)
- Il figlio conteso (The Divided Heart), regia di Charles Crichton (1954)
- The Glass Cage, regia di Montgomery Tully (1955)
- Febbre bionda (Value for Money), regia di Ken Annakin (1955)
- Obiettivo Butterfly (The Safecracker), regia di Ray Milland (1957)
- La sfida del terzo uomo (Third Man on the Mountain), regia di Ken Annakin (1959)
- Ben-Hur, regia di William Wyler (1959)
- Il nostro agente all'Avana (Our Man in Habana), regia di Carol Reed (1959)
- La tela del ragno (The Spider's Web), regia di Godfrey Grayson (1960)
- Freud - Passioni segrete (Freud: The Secret Passion), regia di John Huston (1962)
- Parola d'ordine: coraggio (The Password Is Courage), regia di Andrew L. Stone (1962)
- Appuntamento fra le nuvole (Come Fly with Me), regia di Henry Levin (1963)
- Il poliziotto 202 (Allez France!), regia di Robert Dhéry (1964)
- Operazione Crossbow (Operation Crossbow), regia di Michael Anderson (1965)
- Quei temerari sulle macchine volanti (Those Magnificent Men in Their Flying Machines or How I Flew from London to Paris in 25 hours 11 minutes), regia di Ken Annakin (1965)
- Spogliarello per una vedova (Promise Her Anything), regia di Arthur Hiller (1966)
- Il magnifico Bobo (The Bobo), regia di Robert Parrish (1967)
- Per favore, non mordermi sul collo! (Dance of the Vampires), regia di Roman Polański (1967)
- Le grandi vacanze (Les Grandes Vacances), regia di Jean Girault (1967)
- Gates to Paradise, regia di Andrzej Wajda (1968)
- Dove osano le aquile (Where Eagles Dare), regia di Brian G. Hutton (1968)
- Il club dei libertini (The Best House in London), regia di Philip Saville (1969)
- Le incredibili avventure del signor Grand col complesso del miliardo e il pallino della truffa (The Magic Christian), regia di Joseph McGrath (1969)
- L'ultimo avventuriero (The Adventurers), regia di Lewis Gilbert (1969)
- La ragazza con il bastone (The Walking Stick), regia di Eric Till (1970)
- Vampiri amanti (The Vampire Lovers), regia di Roy Ward Baker (1970)
- Il Barone Rosso (Von Richthofen and Brown), regia di Roger Corman (1971)
- Il vichingo venuto dal sud, regia di Steno (1971)
- Jo e il gazebo (Jo), regia di Jean Girault (1971)
- Eagle in a Cage, regia di Fielder Cook (1971)
- Le femmine sono nate per fare l'amore (Au Pair Girls), regia di Val Guest (1972)
- Sole rosso sul Bosforo (Innocent Bystanders), regia di Peter Collinson (1972)
- Barry Lyndon, regia di Stanley Kubrick (1975)
- La notte dell'aquila (The Eagle Has Landed), regia di John Sturges (1976)
- Fedora, regia di Billy Wilder (1978)
- La vendetta della pantera rosa (The Revenge of the Pink Panther), regia di Blake Edwards (1978)
- La spada di Hok (Hawk the Slayer), regi di Terry Marcel (1980)
- La formula (The Formula), regia di John G. Avildsen (1980)
- The Optimist regia di Peter Ellis(1983)
- Barbagialla, il terrore dei sette mari e mezzo (Yellowbeard), regia di Mel Damski (1983)
- Conan il distruttore (Conan the Destroyer), regia di Richard Fleischer (1984)
- Howling II - L'ululato (Howling II - Your Sister is a Werewolf), regia di Philippe Mora (1986)
- Pirati (Pirates), regia di Roman Polański (1986)
- Scacco mortale (Knight Moves), regia di Carl Schenkel (1992)
- Warlock - L'angelo dell'apocalisse (Warlock: The Armageddon), regia di Anthony Hickox (1993)

### Televisione
- Assignment Foreign Legion – serie TV, episodio 1x24 (1957)
- African Patrol – serie TV, episodio 1x28 (1958)
- Missione segreta (Espionage) – serie TV, episodio 1x24 (1964)

## Doppiatori italiani
- Mario Feliciani in Per favore, non mordermi sul collo!, La vendetta della Pantera Rosa
- Giorgio Piazza ne La formula
- Renato Turi in Freud - Passioni segrete
- Bruno Persa in Vampiri amanti
- Richard McNamara in Le grandi vacanze
- Max Turilli in Barry Lyndon